# Maler der Pariser Gigantomachie

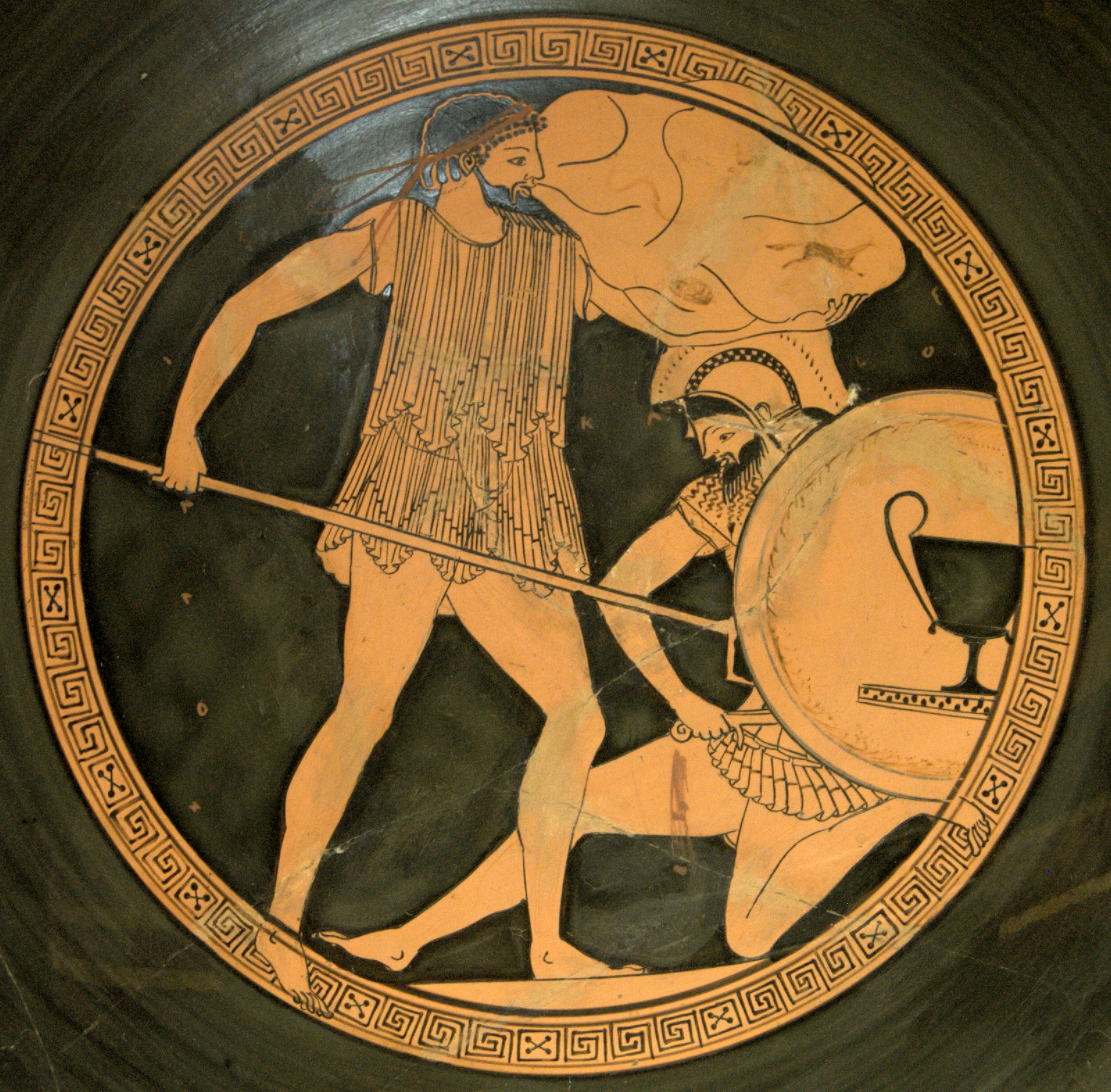
Paris, CdM 573: Poseidon im Kampf gegen den Giganten Polybotos

Der sogenannte Maler der Pariser Gigantomachie (engl. Painter of the Paris Gigantomachy) (tätig um 490–470 v. Chr.) war ein attischer Vasenmaler des rotfigurigen Stils. Seinen Notnamen erhielt er nach der Schale 573 in der Pariser Bibliothèque nationale de France, Cabinet des Médailles. Stilistisch stand er dem Brygos-Maler nahe, in dessen direkten Umkreis er wahrscheinlich tätig war. Vermutlich gehörte er zu der Gruppe von Malern, die vom Töpfer Brygos regelmäßig mit der Bemalung der von ihm hergestellten Gefäße beauftragt wurden.

## Werke
- Atlanta, Michael C. Carlos Museum, Emory University
Kylix 1998.8
- Basel, Antikenmuseum und Sammlung Ludwig
Schale BS 06.276
- Boston, Museum of Fine Arts
Lekythos 24.450
- Brüssel, Musées Royaux des Beaux-Arts
Kylix 337
- Frankfurt am Main, Museum Angewandte Kunst
Lekythos KH 5327
- Paris, Bibliotheque Nationale, Cabinet des Médailles
Schale 573
- Paris, Musée National du Louvre
Kylix G 252
- St. Petersburg, Eremitage
Schale 650
- Tampa, Tampa Museum of Art
Lekythos 86.81